# Церковь Михаила и Фёдора Черниговских (Москва)
Це́рковь Михаи́ла и Фёдора Черни́говских (Храм Черниговских чудотво́рцев) — православный храм в районе Замоскворечье города Москвы, известный с 1625 года и освящённый в честь мучеников князя Михаила Всеволодовича и его боярина Фёдора. В советское время храм использовали под складские и жилые помещения. В 1977 году здание реконструировали и к 1991-му передали в ведении Русской православной церкви. С 2010-го храм занимает Общецерковная аспирантура имени святых Кирилла и Мефодия.

## Строительство и использование

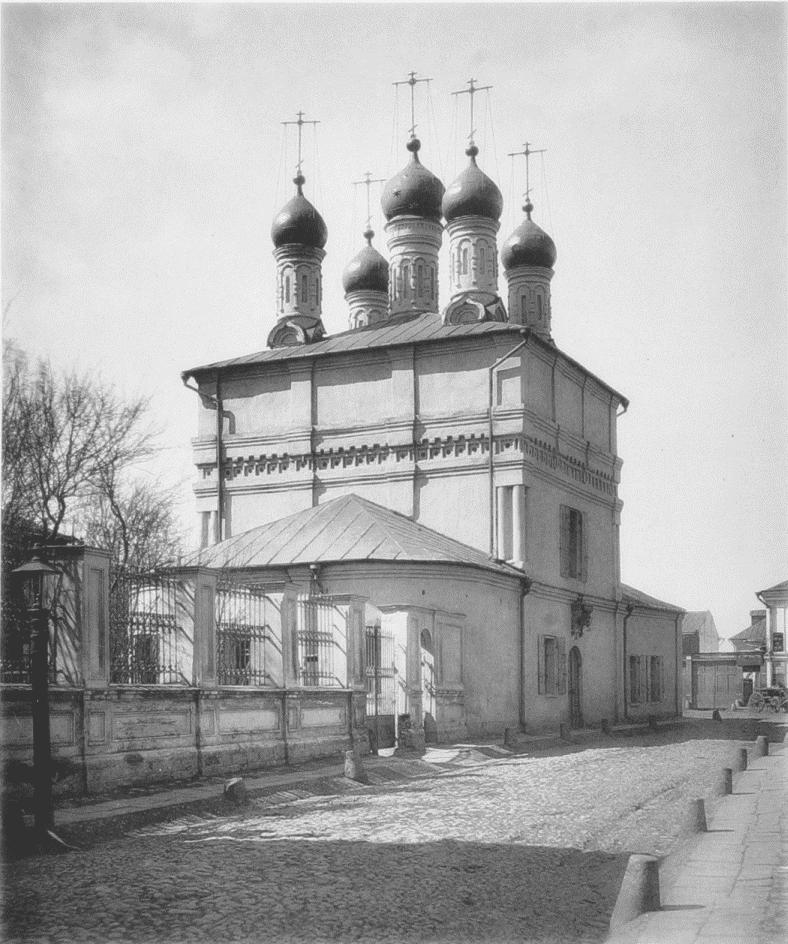
Фотография Николая Найдёнова, 1882 год

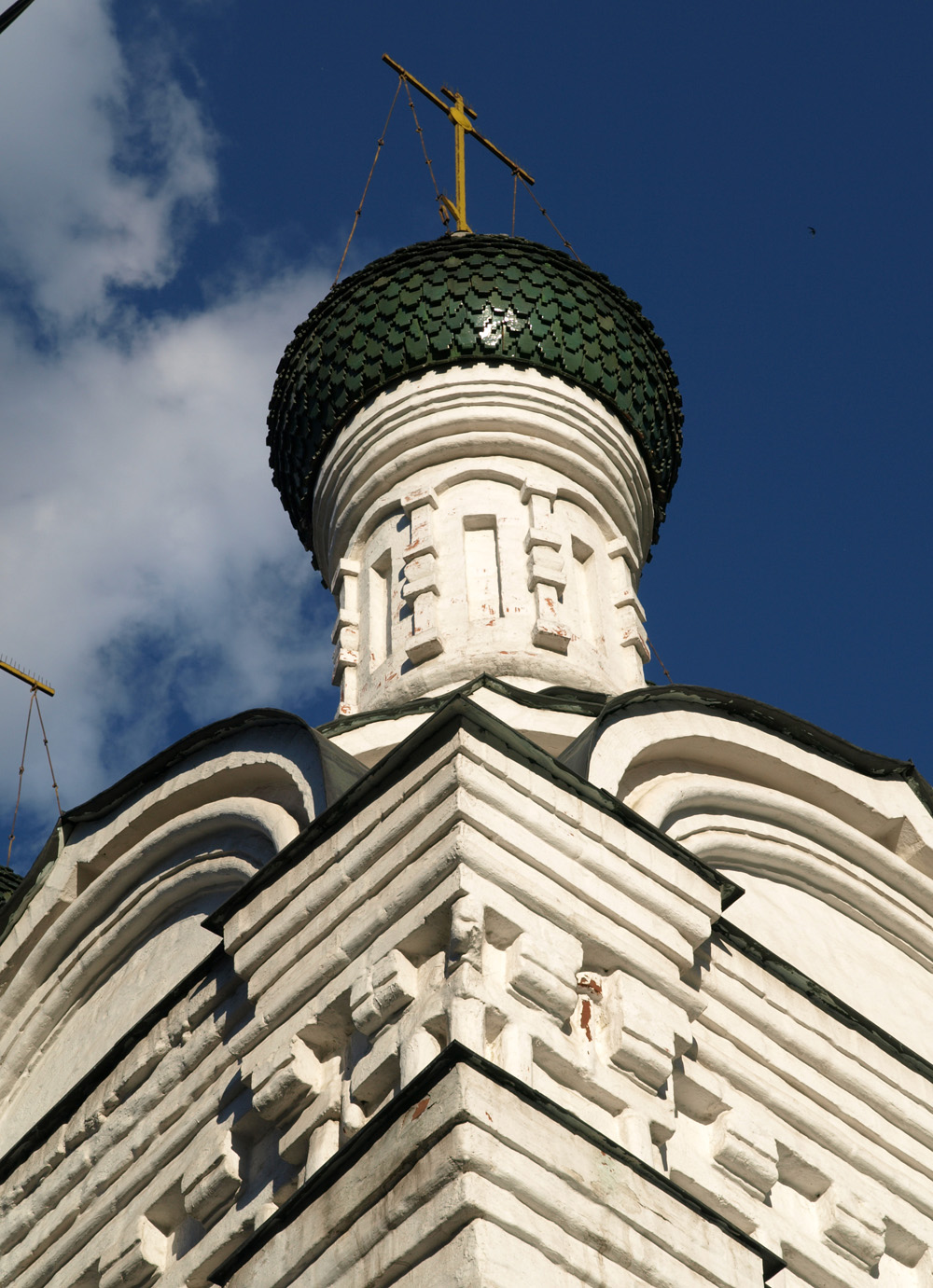
Архитектурный декор храма, 2008 год

Во второй половине XVI века по распоряжению Ивана IV в Москву доставили мощи святых Михаила и Фёдора Черниговских. Процессию торжественно встретили поблизости от церкви Иоанна Предтечи под Бором. Предположительно, позднее именно на этом месте возвели деревянную церковь, первые упоминания о ней относятся к 1625 году. В 1675-м её перестроили в камне на пожертвования купчихи Иулиании Ивановны Малютиной. Существуют также свидетельства, что она обеспечила деньгами следующую реконструкцию, проходившую двадцатью годами позднее. До 1677 года церковь носила название «Сретения мощей великого князя Черниговского Михаила» и считалась придельной для храма Иоанна Предтечи.
Церковь имела типичные для XVII века формы и состояла из небольшого четверика и трапезной, к которой с запада примыкала шатровая колокольня. Храм выполнили в стиле русского узорочья. Главное строение имеет сомкнутые своды, его венчают два яруса увеличенных островерхих кокошников и вытянутые главы. Вход обрамлён торжественным порталом. Визуально помещения церкви кажутся меньше из-за малого количества окон и скудного естественного освещения. Первый ярус колокольни украсили угловыми спаренными пилястрами, позднее этот объём переоборудовали в притвор церкви.
В 1740 году провели реконструкцию храма и стоящей рядом церкви Усекновения главы Иоанна Предтечи. Их фасады дополнили элементами в стиле барокко. С южной стороны к церкви Черниговских чудотворцев пристроили придел Святой великомученицы Екатерины. Церковь покрыли четырёхскатной крышей. В XVIII веке в честь храма мучеников Михаила и Фёдора стали называть Черниговский переулок.
Строение сильно пострадало во время московского пожара 1812 года, и через восемь лет церковь упразднили, приписав к храму Усекновения главы Иоанна Предтечи под Бором. В 1830-м церковь Черниговских чудотворцев отремонтировали, устроив новые иконостасы в ампирном стиле. Во время работ разобрали екатерининский придел и верхушку колокольни, которую окончательно ликвидировали к середине XIX века. 19 сентября 1830 года реконструированный храм освятили.
К началу XX века церковь стали использовать только в летние месяцы, вскоре после революции 1917 года все храмы Черниговского переулка закрыли. С 1924 года церковь святых Михаила и Фёдора занимал молитвенный дом баптистов, но вскоре его также ликвидировали. Предположительно, организацию упразднили в 1934-м, когда в фонды Третьяковской галереи передали одну из святынь храма — икону «Троицы ветхозаветной с бытиём». Она была создана мастерами Оружейной палаты к открытию каменного храма. Позднее главы церкви разобрали, а строение использовали как склад и жилые помещения, поэтому к 1969 году оно сильно обветшало.
В 1977 году под руководством архитекторов А. В. Охома и С. С. Кравченко началась пятилетняя реставрация храма. В ходе работ восстановили главы и ограду вдоль переулка, побелили стены, воссоздали завершение кокошниками с зелёной глазурованной черепицей. В 1991-м здание перешло в ведение Русской православной церкви и получило статус Патриаршего Черниговского подворья. Настоятелем храма назначили протоиерея Сергея Топорцева, который руководил работами по подготовке помещений к богослужениям. После ходатайств настоятеля в ведение организации вернули также церковный дом, здание богадельни и колокольни. 3 октября 1993 года состоялось повторное освящение.
В 1997 году в ведение Черниговского подворья передали также восстановленный храм Усекновения главы Иоанна Предтечи под Бором. К 2010-му на базе подворья начала действовать общецерковная аспирантура имени святых Кирилла и Мефодия. После этого началась комплексная реконструкция территории. Во время реставрации фундамента церкви Черниговских чудотворцев было обнаружено захоронение с сохранившейся надгробной плитой XVII века. Археологи установили, что оно принадлежит купцу суконной сотни Андрею Филимонову (Малюте Филимоновичу). Захоронение представителя купеческого класса на территории храма является необычным для того периода. Предположительно, именно он завещал своей вдове Иулиании Малютиной перестроить храм в камне. В помещениях церкви были обнаружены также росписи XVII и XIX веков, которые законсервировали. Всю роспись залов воссоздали заново по найденным образцам. Кроме того, рабочие укрепили стропильную систему и фундамент, установили кресты, отреставрировали фасады и главы. Работы проводила реставрационная мастерская «Возрождение» в рамках программы «Культура Москвы 2012—2016 годы». Ремонт и роспись помещений были окончены к октябрю 2017-го. 11 марта 2018 года восстановленный храм мучеников Михаила и Фёдора Черниговских освятил патриарх Московский и всея Руси Кирилл. Он передал в дар церкви икону Божией Матери «Неопалимая купина».